# The Crossing (film, 2015)
Pour les articles homonymes, voir The Crossing.
Pour plus de détails, voir Fiche technique et Distribution.
The Crossing est un film documentaire norvégien écrit et réalisé par George Kurian et sorti en 2015.

## Distribution
- Nabil Hilaneh : lui-même, réfugié, musicien
- Angela Al Souliman : elle-même, réfugiée, ancienne reporter de la télévision syrienne
- Rami Aramouni : lui-même, réfugié
- Mai Alsouliman : elle-même, réfugiée
- Marcel Alnaanaa : lui-même, réfugié, fils de Mai Alsouliman
- Afaf Alkamel : elle-même, réfugiée, pharmacien
- Mustafa Sayed Eissa : lui-même, réfugié, fils d'Afaf Alkamel
- Alia Isaa : elle-même, réfugiée
- Salwa Zaher : elle-même, réfugiée
- Najib Mazloum : lui-même, réfugié, mari d'Angela Al Souliman
- Maan : lui-même, réfugié, ami d’Angela Al Souliman
- Ahmad Alsaleh : lui-même, mari d’Alia Isaa
- Manal Alsaleh : elle-même, fille d'Alia Isaa
- Shaima Alsaleh : elle-même, fille d’Alia Isaa
- Saddam Shkair : lui-même
- Kutouf Idris : elle-même, réfugiée, psychologue
- Mayar Waw : elle-même
- Ninar Waw : elle-même
- Lilas Al Loulou : elle-même

## Récompenses et nominations
- 2016 : Festival One World à Bruxelles : Meilleur film